# Convento de Nossa Senhora da Piedade
O Convento de Nossa Senhora da Piedade é um convento dominicano, da Ordem dos Pregadores situado na Vila de Azeitão. Fundando em 1435, extinto em 1834.
Em 1435, foi fundado este convento por iniciativa e patrocínio do rei D. Duarte e da rainha D. Leonor e que contou com o apoio de Fr. João de Santo Estêvão, doutor dominicano, confessor da Rainha.
Em 1434 Estêvão Esteves, vassalo do Rei, doou a frei Mendo, prior do convento de São Domingos de Benfica, uma quinta em Azeitão, estabelecendo a condição de ali ser construído um convento de frades que seguisse a reforma conventual (designados «da Observância») e que tivesse a invocação de Santa Maria da Piedade.
Em 1834, o Ministro e Secretário de Estado, Joaquim António de Aguiar, pelo Decreto de 30 de Maio, extinguiu todos os conventos, mosteiros, colégios, hospícios e casas de religiosos de todas as ordens religiosas masculinas, ficando as de religiosas, sujeitas aos respectivos bispos, até à morte da última freira, data do encerramento definitivo e mediante o qual a propriedade passaria ao Estado.
No local do convento (Praça da República, nº19), foi construída uma grande moradia a qual conserva ainda alguns vestígios da presença dominicana e nos terrenos que faziam a cerca do convento foi construído um centro hípico.